# Cantone di Villeneuve-Loubet
Il Cantone di Villeneuve-Loubet è una divisione amministrativa dell'arrondissement di Grasse.
È stato costituito a seguito della riforma approvata con decreto del 24 febbraio 2014, che ha avuto attuazione dopo le elezioni dipartimentali del 2015.

## Composizione
Comprende i 4 comuni di:
- La Colle-sur-Loup
- Roquefort-les-Pins
- Saint-Paul-de-Vence
- Villeneuve-Loubet